# Hale Soygazi
Hale Soygazi (Istambul, 21 de setembro de 1950) é uma actriz e antiga modelo e rainha de beleza turca. Teve a sua estreia no cinema em 1972 no filme İtham Ediyorum. O seu último aparecimento nos ecrãs turcos deu-se em 2004, no filme Sil Baştan.

## Biografia
Hale nasceu a 21 de setembro de 1950 em Istambul, Turquia. Estudou filologia francesa durante o seu percurso universitário. Foi coroada como Senhora Turquia em 1973 e apareceu em algumas campanhas publicitárias e na capa de várias revistas. Depois de se estrear no cinema no filme de 1972 İtham Ediyorum, fez a sa estreia como protagonista principal no filme de 1972 Kara Murat juntamente com o famoso actor Cüneyt Arkın. Em 1978 ganhou o seu primeiro prémio Golden Orange na categoria de melhor actriz pelo seu desempenho no filme Maden.

### Plano pessoal
Esteve casada com o cantor de música folk Ahmet Özhan, que actuou com ela no filme Çocuğumu İstiyorum, mas o casal se divorciou algum tempo depois. Mais tarde casou-se com o jornalista turco Murat Belge.

## Filmografia
- 2004 - Sil Baştan
- 1997 - Bir Umut
- 1996 - Usta Beni Öldürsene
- 1995 - Aşk Üzerine Söylenmemiş Herşey
- 1992 - Cazibe Hanımın Gündüz Düşleri
- 1990 - Bekle Dedim Gölgeye
- 1989 - Küçük Balıklar Üzerine Bir Masal
- 1989 - Cahide
- 1987 - Kadının Adı Yok Işık
- 1985 - Bir Avuç Cennet
- 1984 - Bir Yudum Sevgi
- 1978 - Maden
- 1977 - Kördüğüm
- 1977 - Sevgili Dayım
- 1976 - Süt Kardeşler
- 1975 - Nereden Çıktı Bu Velet
- 1975 - Adamını Bul
- 1975 - Gece Kuşu Zehra
- 1975 - Bak Yeşil Yeşil
- 1975 - Küçük Bey
- 1974 - Mirasyediler
- 1974 - Kanlı Deniz

- 1974 - Unutma Beni
- 1974 - Ceza Alev
- 1974 - Unutama Beni
- 1974 - Gariban
- 1973 - Aşk Mahkumu
- 1973 - Kabadayının Sonu
- 1973 - Ölüme Koşanlar
- 1973 - Şüphe
- 1973 - Tatlım
- 1973 - Aşkımla Oynama
- 1973 - Bataklık Bülbülü
- 1973 - Arap Abdo
- 1973 - Vurun Kahpeye
- 1973 - Oh Olsun
- 1973 - Sevilmek İstiyorum
- 1973 - Bir Demet Menekşe
- 1973 - Çocuğumu İstiyorum
- 1973 - Mahkum
- 1972 - Bir Garip Yolcu
- 1972 - Kara Murat: Fatih'ın Fedaisi
- 1972 - Kahbe / Bir Kız Böyle Düştü
- 1972 - İtham Ediyorum[8]

## Prémios e reconhecimentos
| Evento e prêmio                                                    | Ano  | Categoria     | Filme           |
| ------------------------------------------------------------------ | ---- | ------------- | --------------- |
| Festival Internacional de Cinema de Antalya - Prémio Golden Orange | 1978 | Melhor actriz | Maden           |
| Festival Internacional de Cinema de Antalya - Prémio Golden Orange | 1984 | Melhor actriz | Bir Yudum Sevgi |